# Koreocobitis naktongensis
Koreocobitis naktongensis är en fiskart som beskrevs av Kim, Park och Teodor T. Nalbant 2000. Koreocobitis naktongensis ingår i släktet Koreocobitis och familjen nissögefiskar. Inga underarter finns listade i Catalogue of Life.